# カンムリ
『カンムリ』は、中国放送（RCCテレビ）で2016年4月29日から2020年3月27日まで毎週土曜0:15-0:45（金曜深夜）に放送されていたローカルバラエティ番組。

## 概要
MC横山雄二（RCCアナウンサー）がゲストを迎えて広島県内にとどまらず、中国地方をはじめ関東など日本全国でロケ撮影をしているバラエティ番組。広島県出身の芸人を中心とするカンムリファミリーが出演している。
放送終了後、期間限定でRCC PLAY!で無料視聴することができる。
RCCテレビで毎週金曜1:55 - 2:25（木曜深夜）に再放送されている（先週の再放送）。
2017年からRCCテレビ『開幕直前!3時間生放送スペシャル Veryカープ!』に横山雄二がカンムリとしても参加出演。以降、毎年出演している。
2016年10月22日の日本シリーズ第1戦 広島東洋カープ vs 北海道日本ハムファイターズ（マツダスタジアム）の国歌斉唱を務めた吉川晃司に横山雄二が密着し『カンムリ』2016年11月4日で放送。その後、2018年11月3日の日本シリーズ2018 第6戦 広島東洋カープ vs 福岡ソフトバンクホークス（マツダスタジアム）の始球式を務めた吉川晃司にも横山雄二が密着し『カンムリ』2018年11月16日・11月23日で放送された。
2019年2月-3月、放送100回記念してカンムリファミリーを迎えて北海道旅行を5回にわたり放送。
2020年3月27日をもって番組を終了。本番組終了により『KEN-JIN』より続いたRCC自社制作の深夜バラエティ番組が、2021年5月29日未明（28日深夜）放送開始『サウナぼっち。』（出演：伊東平。土曜〈金曜深夜〉1:15 - ）まで一旦途切れることとなった。また、横山は本番組と『ゴルフの花道』が相次いで終了してテレビのレギュラー番組がなくなった2021年4月以は、テレビおよびラジオのスポットニュースの担当を再開している。

## 出演者
- 横山雄二[5]（RCCアナウンサー、第1回2016年4月29日 - ）MC
- その他、ゲストを毎回迎える。

カンムリファミリー
- ドロンズ石本
- クロちゃん（安田大サーカス）
- 山根良顕（アンガールズ）
- 西村瑞樹（バイきんぐ）

など

## 主な企画
- カンムリ総選挙（2016年）
- カンムリ営業部プレゼンツ 横-1グランプリ[6]
  - 第1回 2016年7月15日・22日
  - 第2回 2016年9月2日・9月9日
  - 第3回 2016年11月11日
  - 第4回 2017年1月13日
- 森山あすかの残念食堂[7]
- グッホリ児玉の瀬戸内海縦断 漁船ヒッチハイクの旅[8]
- カンムリ応援団[9]
- ○○ジャーニー シリーズ

など

## スタッフ
- ナレーション：中川カズミ
- イラスト：つくえゆき
- カメラ：湯面景、内海秀彦、筒井俊行、津田直幸、石原泰鵬、的場泰平
- 音声：野平信之
- 編集：赤松克彦、平岡祐大
- MA：原田岳司
- 企画：横山雄二
- AD：寺本雅史
- ディレクター：高畑幸司
- 総合演出：脇田晃治
- プロデューサー：戸倉真一
- 制作協力：RCCフロンティア[10]
- 製作著作：RCC

過去のスタッフ
- プロデューサー：江口敦史

## ネット局
| 放送対象地域   | 放送局             | 系列局  | 放送時間                     | ネット状況 | 備考   |
| -------------- | ------------------ | ------- | ---------------------------- | ---------- | ------ |
| 広島県         | 中国放送（RCC）    | TBS系列 | 土曜（金曜深夜） 0:15 - 0:45 | 制作局     | 制作局 |
| 島根県・鳥取県 | 山陰放送（BSS）    | TBS系列 | 月曜 （日曜深夜）0:50 - 1:20 | 遅れネット | [ 11 ] |
| 岡山県・香川県 | RSK山陽放送（RSK） | TBS系列 | 金曜（木曜深夜）1:55 - 2:55  | 遅れネット | [ 12 ] |
| 山口県         | テレビ山口（tys）  | TBS系列 | 月曜（日曜深夜）1:20 - 1:50  | 遅れネット |        |
| 愛媛県         | あいテレビ（itv）  | TBS系列 | 月曜 （日曜深夜）0:50 - 1:20 | 遅れネット | [ 13 ] |

過去のネット局
- RKB毎日放送（RKB）